# Rendezvous (Wien)

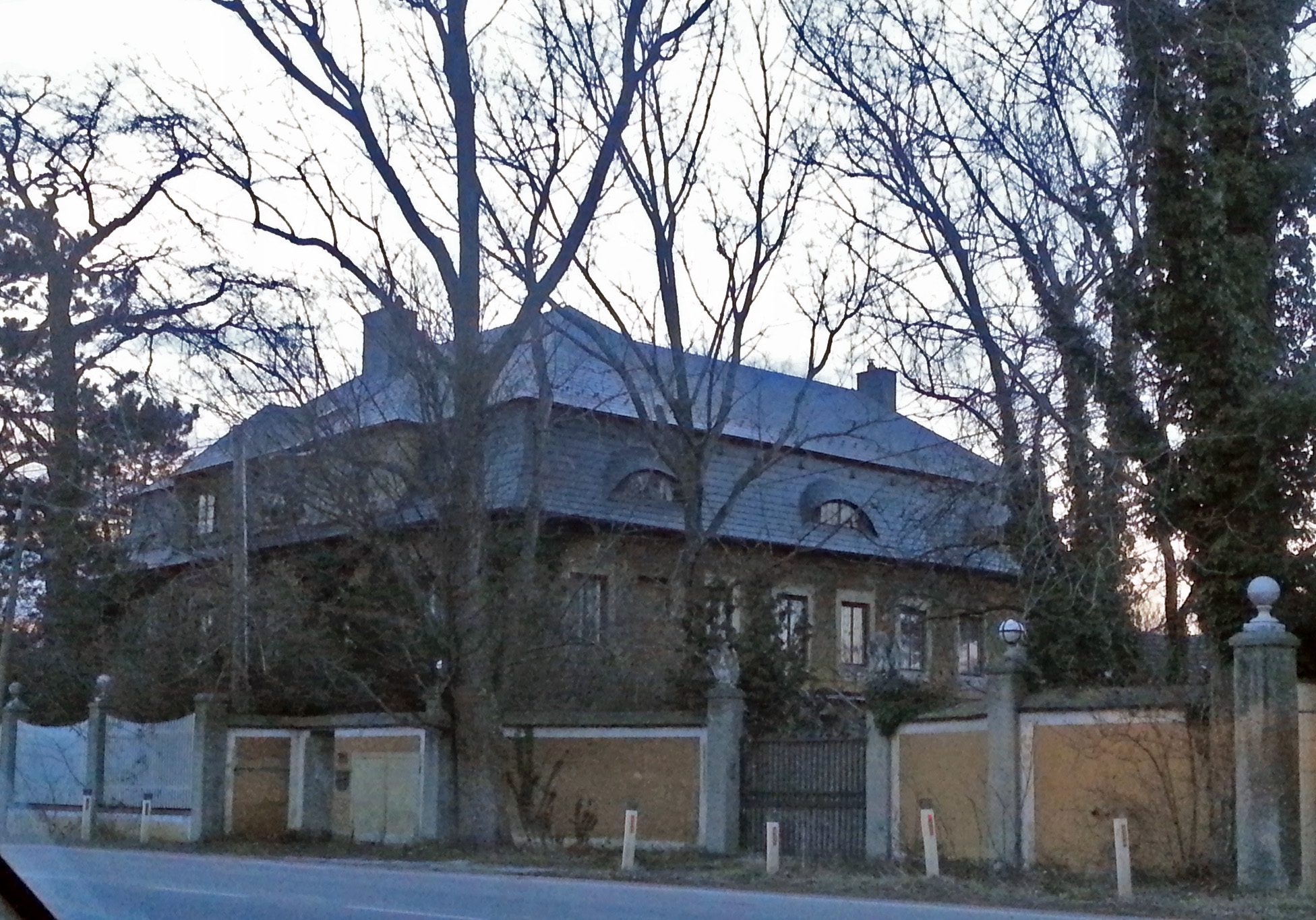
Das Posthaus „Rendezvous“

Das Rendezvous ist eine ehemalige Poststation an der Stadtgrenze des Bezirkes Floridsdorf am höchsten Punkt der Brünner Straße in Wien auf Nr. 311. Sie ist zugleich Namensgeber für diesen als Rendezvousberg bekannten, gegen Osten abfallenden Teil des Bisamberges.

## Lage
Die ehemalige Poststation, im Kern im Jahre 1784 errichtet und mehrmals umgestaltet, steht am höchsten Punkt der Richtung Brünn ansteigenden Brünner Straße. Bei der Anreise von Norden kommend ergibt sich hier der erste Blick auf Wien.
Unmittelbar hinter der Poststation führte bis zu ihrer Einstellung 1988 die Stammersdorfer Lokalbahn vorbei, für welche der Rendezvousberg (auch Stammersdorfer Berg genannt) eine längere, starke Steigungsstrecke bedeutete. Ab der Eröffnung 1903 gab es eine eigene Haltestelle „Post Rendezvous“.

## Mauthaus, Posthaus, Postwirtshaus
1736 wurde beim Ausbau der Straße nach Brünn ein Mauthaus errichtet, daraus entstand 1784 ein Posthaus. Dieses ist ein zweigeschoßiger Bau mit Mansarddach und wurde im Jahre 1908 von den Gebrüdern Anton und Josef Drexler im Stil eines Schlösschens umgestaltet. Das ehemalige Postwirtshaus ist ein zweigeschoßiger kubischer Bau mit Gesimsgliederung und Satteldach.
Nach dem Frieden von Pressburg kam es am 27. Dezember 1805 im nahe gelegenen Jägerhaus zu einem Treffen zwischen Erzherzog Karl und Napoleon. Bei diesem versuchte Erzherzog Karl weitgehend erfolglos, einige der härtesten Friedensbedingungen zu entschärfen. An den Besuch Napoleons erinnert heute ein Wandgemälde am renovierten Postwirtshaus, welches heute einer Holzhandelsfirma gehört.
1818 waren an der Mautstelle pro Zentner Ladung und pro Pferd 1 1/6 Kreuzer Maut zu bezahlen.

## Schüttkasten
Der barocke Schüttkasten ist ein dreigeschoßiger Bau mit Satteldach. Die Fenster sind rechteckig und steingerahmt. Der Schüttkasten hat ein Pfeilertor mit barocken Zapfenaufsätzen.